# Junte de reconstruction nationale
La Junte de reconstruction nationale (Junta de Gobierno de Reconstrucción Nacional ) est  le gouvernement provisoire du Nicaragua à partir de la chute de la dictature de Somoza face aux troupes sandinistes en juillet 1979, jusqu'en janvier 1985, quand a lieu l'élection de Daniel Ortega du Front sandiniste de libération nationale à la présidence.

## Historique
Les rebelles sandinistes ont proclamé la mise en place de la junte en tant que gouvernement provisoire le 16 juin 1979, alors que la guerre civile contre Anastasio Somoza Debayle entrait dans sa phase finale. Elle est composée de cinq membres : un membre de la direction du FSLN et futur président, Daniel Ortega, deux militants de gauche affiliés au FSLN, Sergio Ramírez et Moisés Hassan Morales, et deux représentants "de droite", Alfonso Robelo et Violeta Barrios de Chamorro, future présidente du Nicaragua veuve de l'écrivain Pedro Joaquín Chamorro Cardenal, assassiné en 1978.
Dans la première quinzaine de juillet, l'envoyé du gouvernement américain William Bowdler a fait pression sur les sandinistes pour élargir la junte en ajoutant plus de membres, tels qu'Adolfo Calero, Ismael Reyes et Mariano Fiallos.
Après la chute de Somoza, il est rapidement devenu évident pour Robelo et Chamorro qu'ils n'avaient aucun pouvoir réel, et Chamorro a démissionné le 19 avril 1980, suivi de Robelo trois jours plus tard. Le 18 mai, ils ont été remplacés par Arturo Cruz et Rafael Córdova Rivas. Cruz démissionnera en mars 1981, bien qu'il ait accepté un temps d'être ambassadeur aux États-Unis.
Le 4 mars, la nomination de Cruz à Washington a été annoncée, ainsi que le départ d'Hassan pour le Conseil d'État et la promotion d'Ortega au poste de coordinateur de la junte désormais composée de trois membres. Bien que la junte n'ait peut-être offert que peu d'autorité à ses membres non sandinistes, la notoriété publique de cette forme de gouvernement a contribué à consolider la primauté d'Ortega au sein de la direction du FSLN et à renforcer la notoriété de Ramírez.
Le 4 novembre 1984, une élection présidentielle a eu lieu, remportée par le principal membre de la junte Daniel Ortega et son colistier, Sergio Ramírez en tant que vice-président. Cependant, certains partis d'opposition l'ont boycottée, invoquant des conditions injustes. Alors que l'administration Reagan et de nombreux grands médias américains ont affirmé que les élections ne seraient ni libres ni équitables, de nombreux observateurs électoraux affiliés aux gouvernements d'Europe occidentale, ainsi que des organisations non gouvernementales américaines, ont déclaré les résultats légitimes. Ortega a pris ses fonctions le 10 janvier 1985 et la junte a été dissoute.